# Yannick Hanfmann
Yannick Hanfmann (Karlsruhe; 13 de noviembre de 1991) es un jugador de tenis alemán.
Hanfmann alcanzó el puesto 92 en el raking individual ATP y el puesto 240 en el ranking de dobles, alcanzado el 16 de abril de 2018.
Hanfmann hizo su debut en el cuadro principal del ATP en el BMW Open 2017 tras vencer a Arthur De Greef y Uladzimir Ignatik en la clasificación. Derrotó a Gerald Melzer y Thomaz Bellucci para llegar a los cuartos de final.

## Títulos ATP (0; 0+0)

### Individual (0)
| Leyenda                         |
| Grand Slam (0)                  |
| ATP Wourld Tour Finals (0)      |
| ATP Masters 1000 World Tour (0) |
| ATP World Tour 500 series (0)   |
| ATP World Tour 250 series (0)   |

#### Finalista (2)
| N.º | Fecha                    | Torneo    | Superficie    | Oponente en la final | Resultado |
| --- | ------------------------ | --------- | ------------- | -------------------- | --------- |
| 1.  | 30 de julio de 2017      | Gstaad    | Tierra batida | Fabio Fognini        | 4-6, 5-7  |
| 2.  | 13 de septiembre de 2020 | Kitzbühel | Tierra batida | Miomir Kecmanović    | 4-6, 4-6  |

## Títulos ATP Challenger

### Individual (6)
| N.° | Fecha      | Torneo                     | Superficie    | Oponente en la final    | Resultado        |
| --- | ---------- | -------------------------- | ------------- | ----------------------- | ---------------- |
| 1.  | 22.10.2017 | Challenger de Ismaning     | Moqueta       | Lorenzo Sonego          | 6-4, 3-6, 7-5    |
| 2.  | 09.06.2018 | Challenger de Shymkent     | Tierra batida | Roberto Cid Subervi     | 7-6(3), 4-6, 6-2 |
| 3.  | 14.07.2018 | Challenger de Braunchsweig | Tierra batida | Jozef Kovalík           | 6-2, 3-6, 6-3    |
| 4.  | 07.07.2019 | Challenger de Ludwigshafen | Tierra batida | Filip Horanský          | 6-3, 6-1         |
| 5.  | 11.08.2019 | Challenger de Augsburgo    | Tierra batida | Emil Ruusuvuori         | 2-6, 6-4, 7-5    |
| 6.  | 23.08.2020 | Challenger de Todi         | Tierra batida | Bernabé Zapata Miralles | 6-3, 6-3         |